# Instituto de Crédito Industrial
El Instituto de Crédito Industrial fue una institución pública chilena de crédito industrial. Creado el 24 de febrero de 1928, dejó de existir en 1953 al fusionarse junto con otras instituciones financieras públicas similares en el Banco del Estado de Chile.
Su objetivo según la Ley N.º 4.312 del 24 de febrero de 1928, que lo crea, eran «facilitar el crédito y concederlo directamente a los industriales». Fue formada como sociedad anónima de cual sus accionistas eran instituciones del sector público.
Estaba dirigida por un Directorio nombrado en parte por el Presidente de la República y las instituciones accionistas. Sus empleados tenían la categoría de empleados particulares y el Instituto se regía por la normativa legal de las sociedades anónimas.